# 阿明·迈韦斯
阿明·迈韦斯（德語：Armin Meiwes，德語：[ˈmaɪvəs]；1961年12月1日—），德國埃森人，原本職業為電腦技術人員。他因為在互联网聯繫上一名自願者Bernd Jürgen Brandes被他殺死吃掉，2002年冬被捕後因為其行為而闻名于世，德國國內更被蔑称为「罗滕堡之食人鬼」（Kannibale von Rotenburg）或「大屠夫」（Der Metzgermeister）。入獄後迈韦斯改變為素食者，並志願協助處理人食人個案及有實行或被同類相食傾向的病人。

## 案發過程
迈韦斯先在互联网上一個同類相食網站「The Cannibal Cafe」刊登廣告物色吞吃對象，並寫下條件「尋找18到30歲擁有良好體格，願意被殺後被吃掉的人。」儘管申請人眾多，但迈韦斯最後只選擇了有易服癖的贝恩德·于尔根·B(Bernd Jürgen Brandes)。根據二人自行錄製的錄影帶顯示，事件發生在2001年3月9日，迈韦斯在罗滕堡村莊的住所，迈韦斯將Brandes的阴茎鋸掉並二人一起將其生吃，迈韦斯本想用啃但不成功，後來他用刀子切開，Brandes也形容它韌而黏而難以進食。接著迈韦斯拿剩下的陰莖放到鍋裡嫩煎，並以鹽、胡椒和大蒜調味，但結果因為煎過火而被廢棄了。不過根據看過這錄影帶的記者形容（錄影帶被執法人員搜到後一直沒對一般民眾公開），Brandes應該因為失血而沒有氣力去咀嚼自己的陰莖。之後迈韦斯给了Brandes大量止痛药、安眠药和烈酒，自己在一边閱讀3小時的科幻小說，任由Brandes在浴缸中沐浴失血至死。最後他吻了Brandes一口，將他搬動到家中特別設置的屠房，對Brandes的喉嚨刺了一刀，用掛肉鉤吊起他的屍體並撕掉一大片肉，迈韦斯甚至嘗試將他的骨磨成粉。其後的10個月將被切開部位貯藏在冰箱中，繼續進食最少20公斤Brandes的屍體。
迈韦斯于2002年12月被捕，在此之前他显然还在互联网上发布信息寻找新的受害者。

## 裁判
2004年1月30日，迈韦斯被判犯有过失致死罪，被判入狱8年半。这起案件引起众多媒体关注，也导致了一场关于迈韦斯在受害人Brandes自愿且意识清醒地参与全过程的情况下是否应被判有罪的辩论。
2005年4月，控方不服判决上诉，他们认为迈韦斯犯的是谋杀罪而不是一般杀人罪，应判无期徒刑。德国的法院为此安排了一次复审。
2005年5月9日，迈韦斯被判处终身监禁。

## 衍生創作
德国金属乐队Rammstein的歌《Mein Teil》灵感即来源于这起案件。歌名中单词“Teil”意思是“部分”或“片”，但在俚语中也有“阴茎”之意，这与英语中单词“Thing”的情况相似。
美国重金属乐队Macabre的歌《The Wüstenfeld Man Eater》描述了这起案件。
2004年，德国一位电影制片人宣布计划拍摄一部关于德国食人者的电影，片名是《Your Heart In My Head（页面存档备份，存于）》。该片已收到一个地方电影基金会的资金。
2006年，马丁·韦兹执导的电影《罗滕堡》上映。在德国，该片直到2009年才得以上映。
2007年，负责检查受害者遗体的病理学者曼弗雷德·赖斯出版《最后一名超级谋杀犯》详细描写了其作案细节。
2007年，香港藝人黃子華於黃子華棟篤笑-《越大鑊越快樂》尾段中，就這次事件說明人類在互聯網上都可以毫無保留，誠實地展現自我。